# Román Antonio Deheza

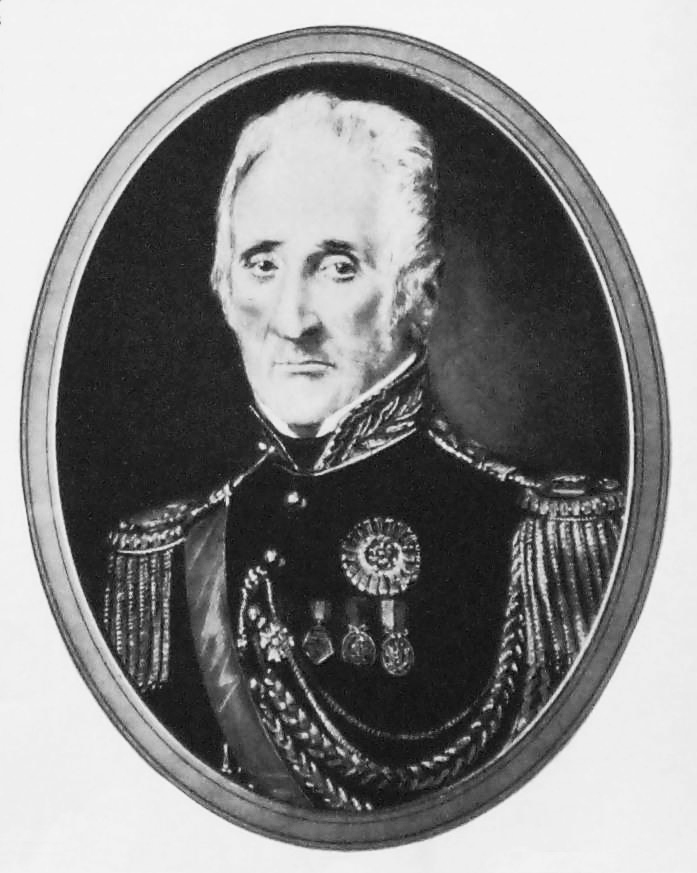
Román Antonio Deheza

Román Antonio Deheza (* 27. Februar 1791 in Córdoba, Argentinien; † 30. August 1872 in Valparaíso, Chile) war ein argentinischer General und Politiker.

## Leben
Deheza studierte am Collegio de Monserrat. 1810 schloss er sich als Freiwilliger dem Ejército del Norte unter General Antonio González Balcarce an und nahm an den Schlachten von Cotagaita, Suipacha und Huaqui teil. 1813 kämpfte er im chilenischen Heer unter General Juan Gregorio de Las Heras in den Schlachten von Cucha Cucha und Membrillar. Unter Bernardo O’Higgins nahm er 1814 im Rang eines Hauptmanns an der Schlacht von Rancagua teil.
Nach der Teilnahme an den Schlachten von Chacabuco, Curapaligüe, Gavilán und Maipú und der Verteidigung Limas wurde er von José M. Paz zum Coronel Mayor ernannt. 1838 wurde er zum Gouverneur der Provinz Santiago del Estero gewählt. Während der Diktatur Juan Manuel de Rosas’ emigrierte Deheza nach Bolivien. 1845 schloss er sich den Truppen General Paz’ gegen de Rosa an. Nach dessen Scheitern emigrierte er nach Paraguay. 1855 wurde er in Abwesenheit in den Generalstab des Heeres der Provinz Buenos Aires berufen. Deheza zog sich ins Privatleben zurück und ließ sich zunächst in Santigo de Chile, später in Valparaíso nieder, wo er 1872 starb.

## Ehrungen
In der argentinischen Provinz Córdoba wurde die Stadt General Deheza nach ihm benannt.